# Södra Sunderbyn
Södra Sunderbyn es una localidad perteneciente al municipio de Luleå, condado de Norbotnia, provincia de Norbotnia, Suecia.

## Superficie
Cuenta con una superficie de 2,340 kilómetros cuadrados.

## Demografía
Hasta 2020 la población era de 3090 habitantes, con una densidad de población de 1,321 habitantes por kilómetro cuadrado. Con una estructura demográfica conformada por 1561 hombres que representan el 50,5% y 1529 mujeres para un 49,5% de la población total. De estos, el 32,2% corresponden a menores de edad y personas de 0-19 años, 52,7% a personas entre 20-64 años y el 15% a personas de 65 o más años.
| Gráfica de evolución demográfica de Södra Sunderbyn entre 1990 y 2020 |
|                                                                       |
| Datos según la Oficina Central de Estadísticas de Suecia.             |